# Stangl (Familienname)
Stangl ist der Familienname folgender Personen:

## Namensträger
- Alexander Stangl (1899–1946), österreichischer Politiker (SPÖ)
- Andreas Stangl (* 1969), österreichischer Gewerkschafter und Sozialdemokrat
- Anita Stangl (* 1966), deutsche Unternehmerin und Schachspielerin
- Anna Stangl (* 1961), österreichische Malerin und Zeichnerin
- Anton Stangl (Psychologe) (1917–2014), deutscher Psychologe, Graphologe und Esoteriker
- Anton Stangl (Handballspieler) (* 1964), deutscher Handballspieler
- Burkhard Stangl (* 1960), österreichischer Gitarrist und Komponist
- Christian Stangl (* 1966), österreichischer Alpinist
- Christoph Stangl (* 1978), österreichischer Judoka
- Etta Stangl (1913–1990), deutsche Galeristin
- Eva Köckeis-Stangl (1922–2001), österreichische Soziologin
- Florian Stangl (* 1970), deutscher Computerspiel-Journalist
- Franz Stangl (1908–1971), österreichischer SS-Hauptsturmführer
- Franz Stangl (Politiker) (1941–2014), österreichischer Politiker (ÖVP)
- Gabriele Stangl (* 1964), deutsche Ernährungswissenschaftlerin und Hochschullehrerin
- Georg Stangl, deutscher Politiker, Abgeordneter zum Bayerischen Landtag (1840–1848)
- Georg Stangl (Politiker, 1889) (1889–1945), tschechoslowakischer Politiker (Sudetendeutsche Partei)
- Georg Stangl (Politiker, 1927) (1927–2006), österreichischer Politiker (SPÖ)
- Gerhard Stangl († 2024), österreichischer Politiker, Abgeordneter zum Kärntner Landtag
- Gregorius Stangl (1768–1802), deutscher Benediktiner
- Hans Stangl (1888–1963), deutscher Bildhauer
- Heinz Stangl (1942–2008), österreichischer Maler und Grafiker
- I Stangl (Karl-Ernst Stangl; * 1954), österreichischer Kabarettist und Schauspieler
- Innozenz Stangl (1911–1991), deutscher Turner
- Isabella Stangl (* 1985), österreichische Misswahlsiegerin
- Johann Stangl (1923–1988), deutscher Mykologe
- Josef Stangl (1907–1979), deutscher Geistlicher, Bischof von Würzburg
- Josef Stangl (Widerstandskämpfer) (1911–1966), österreichischer Geistlicher und Widerstandskämpfer
- Karl Stangl (Segler) (* 1930), österreichischer Segler
- Karl Stangl (Mediziner) (* 1956), deutscher Kardiologe
- Katrin Stangl (* 1977), deutsche Illustratorin
- Konrad Stangl (1913–1993), deutscher Jurist und Offizier
- Maria Stangl (1928–2017), österreichische Politikerin (ÖVP)
- Markus Stangl (Bildhauer) (* 1962), deutscher Bildhauer
- Markus Stangl (Schachspieler) (1969–2020), deutscher Schachspieler
- Otto Stangl (1915–1990), deutscher Kunsthändler, Kunstsammler und Kurator
- Philipp Ludwig Stangl (* 1979), deutscher Komponist
- Reinhard Stangl (* 1950), deutscher Maler
- Stefan Stangl (* 1991), österreichischer Fußballspieler
- Thomas Stangl (Philologe) (1854–1921), deutscher Klassischer Philologe
- Thomas Stangl (Schriftsteller) (* 1966), österreichischer Schriftsteller
- Verena Stangl (Medizinerin) (* 1960), deutsche Internistin und Kardiologin
- Verena Stangl (Model) (* 1990), deutsches Model
- Werner Stangl (* 1947), österreichischer Psychologe
- Wolfgang Stangl (1949–2020), österreichischer Jurist und Kriminologe